# Brentino Belluno
Brentino Belluno (velenceiül Brentin Bełun) település Olaszországban, Veneto régióban, Verona megyében. Lakosainak száma 1363 fő (2023. január 1.). Brentino Belluno Avia, Caprino Veronese, Dolcè, Ferrara di Monte Baldo és Rivoli Veronese községekkel határos.

## Népesség
A település népességének változása:
| Lakosok száma | 1388 | 1378 | 1363 |
|               | 2017 | 2018 | 2023 |